# مكتب المدعي العام لإسرائيل
مكتب المدعي العام للدولة (بالعبرية: פרקליטות המדינה، Praklitut Hamedinah) هي واحدة من الهيئات المركزية التي تحكم القانون في إسرائيل، والهيئة الرئيسية التي تمثل دولة إسرائيل في المحكمة. تحتاج دولة إسرائيل، بسبب الهيئات المختلفة التي تتكون منها، إلى تمثيل قانوني بقدر ما تقاضي، في القانون الجنائي، كما تقاضي أو تقاضي في القانون المدني.